# Murray Gell-Mann
Murray Gell-Mann (n. 15 septembrie 1929, Lower Manhattan⁠(d), New York, SUA – d. 24 mai 2019, Santa Fe, New Mexico, SUA) a fost un fizician evreu-american, laureat al Premiului Nobel pentru Fizică în 1969 pentru munca sa în elaborarea teoriei particulelor elementare. Decizia Comitetului Nobel sună in felul următor: Pentru cercetări în domeniul particulelor elementare, descoperirea particulei omega minus (Ω-) și enunțarea " legii de conservare a stranietății"

## Biografie
S-a născut în New York într-o familie de imigranți evrei din Cernăuți. Gell-Mann s-a dovedit curând a fi un copil minune. Mânat de o intensă curiozitate și dragoste de natură, după ce a absolvit, ca valedictorian, Columbia Grammar and Preparatory School a fost admis la cincisprezece ani la Universitatea Yale, facultatea de fizică, pe care a absolvit-o în 1948. În 1951 a primit doctoratul în fizică la MIT.
În 1951 Gell-Mann și-a început postdoctoratul și apoi a devenit profesor vizitator la Universitatea Illinois din Urbana-Champagin, Illinois între 1952-1953. 
După ce a lucrat ca profesor vizitator asociat la Universitatea Columbia în 1954-55, a devenit profesor la Universitatea Chicago înainte de a se muta la Institutul de Tehnologie California, unde a predat între 1955 și 1993. Laureat al premiului Nobel pentru Fizică în 1969 pentru descoperirea unui sistem de clasificare a particulelor subatomice.
A fost profesor emerit de fizică teoretică la Caltech și profesor universitar în cadrul departamentului de fizică și astronomie din Universitatea New Mexico din Albuquerque, New Mexico. De asemenea a fost membru al comisiei editoriale a Enciclopediei Britannica. În 1984 Gell-Mann a co-fondat Institutul Santa Fe — un institut de cercetări non-profit din Santa Fe, New Mexico — pentru a studia sisteme complexe și a răspândi noțiunea de studiu separat interdisciplinar al teoriei complexității.

## Cariera științifică
Munca lui Gell-Mann din anii 1950 a implicat particulele din raze cosmice, recent descoperite, și care au fost denumite kaoni și hyperoni. Clasificarea acestor particule l-a determinat să propună un nou număr cuantic numit stranietate în colaborare cu fizicianul japonez K.Nishijima . O altă victorie a lui Gell-Mann este formula Gell-Mann–Nishijima, care a fost inițial o formulă derivată din rezultate empirice, dar care ulterior a fost explicată de modelul quarkurilor. Gell-Mann și Abraham Pais au fost implicați în explicarea multor aspecte neobișnuite ale acestor particule.
În 1961, aceasta l-a condus pe Gell-Mann (împreună cu Kazuhiko Nishijima) să introducă o clasificare a particulelor elementare denumite hadroni (propusă independent și de Yuval Ne'eman în aceeași perioadă). Această schemă este acum explicată de modelul quarkurilor. Numele dat de Gell-Mann acestei scheme de clasificări este Eightfold way, atât datorită octeților de particule din clasificare, cât și după cele opt căi ale budismului.
Gell-Mann și, independent, George Zweig au postulat, în 1964, existența quarkurilor, particule din care sunt alcătuiți hadronii. Numele acestora a fost ales de Gell-Mann și este o referință la romanul Finnegans Wake de James Joyce ("Three quarks for Muster Mark!" - cartea 2, episodul 4). Zweig denumise aceste particule "ași" dar numele lui Gell-Mann a avut mai mult succes.
Quarkurile au fost în curând acceptate ca obiectele elementare în studiul structurii hadronilor. În 1972 a introdus cu Harald Fritzsch numărul cuantic "culoare" și apoi, într-o lucrare scrisă împreună cu Heinrich Leutwyler, a publicat teoria completă a cromodinamicii cuantice. Modelul quarkurilor face parte din cromodinamica cuantică și s-a dovedit suficient de robust pentru a supraviețui descoperirii altor tipuri de quarkuri.
Gell-Mann și Richard Feynman, lucrând împreună, încă în anul 1958,și un grup rival format din George Sudarshan și Robert Marshak au fost primii care au descoperit structura interacțiunii slabe în fizică. Această cercetare a urmat descoperirii de către Chien-Shiung Wu a violării parității, în urma sugestiei lui Chen Ning Yang și Tsung Dao Lee.
În anii 1990 interesul său s-a îndreptat către studiul complexității, unde a fost asociat cu Institutul Santa Fe. A scris o carte științifică populară despre acest subiect, Quarkul și jaguarul: Adventurile în simplu și complex. Titlul cărții este luat dintr-un vers al unei poezii de Arthur Sze: "Lumea quarkului are totul de-a face cu un jaguar învârtindu-se în noapte."
George Johnson a scris o biografie a lui Gell-Mann, intitulată Stranie frumusețe: Murray Gell-Mann și revoluția din fizică din secolul al XX-lea.

## Despre
- (Gheorghe Brătescu și colectiv de autori)Personalități ale științei. Mic dicționar, București, Editura științifică și enciclopedică, 1977, p.121